# 11月23日
11月23日（じゅういちがつにじゅうさんにち）は、グレゴリオ暦で年始から327日目（閏年では328日目）にあたり、年末まであと38日ある。

## できごと
- 955年 - ウェセックス家の王族エドウィがイングランド人の王に就任した。のちのエドウィ公平王と称された。
- 1227年 - ポーランド大公レシェク1世が暗殺される。（ゴンサヴァの虐殺（英語版））
- 1648年（慶安元年10月9日） - 蝦夷国松前藩、第4代藩主松前高広が襲封。
- 1808年 - トゥデラの戦い（英語版）：フランス、ワルシャワ公国がスペインに勝利。
- 1837年 - オーストリア初の鉄道開業。
- 1863年 - 南北戦争: 第三次チャタヌーガの戦いが始まる。（11月25日まで）
- 1876年 - 長野県白馬鑓温泉にて雪崩が発生。建設作業員21人が死亡。
- 1885年 - 大阪事件。旧自由党指導者・大井憲太郎らの朝鮮開化派支援計画が発覚し大阪で逮捕。
- 1889年 - サンフランシスコのパレ・ロワイヤル・サルーンに世界で初めてジュークボックスが設置される。
- 1890年 - オランダ国王・ルクセンブルク大公ウィレム3世が男子の後継者がないまま死去。オランダは王女ウィルヘルミナが王位を継承し、ルクセンブルクでは遠縁のアドルフが大公位に就いたため、両国の同君連合が解消。
- 1904年 - 7月1日から開催されていた第3回夏季オリンピック・セントルイス大会が閉幕。
- 1918年 - リトアニアにおいてリトアニア国軍が創設される。
- 1922年 - 三田グラウンドにて、大学ラグビー対抗戦早稲田大学対慶應義塾大学、早慶戦が初開催される[1]。
- 1922年 - 広島電気軌道（現在の広島電鉄）の広島駅～相生橋間、紙屋町～御幸橋間と八丁堀～白島間が開業。
- 1936年 - 雑誌『ライフ』の創刊号が発売される[2]。
- 1940年 - 第二次世界大戦: ルーマニアが日独伊三国軍事同盟に加盟し、枢軸国の一員となる。
- 1940年 - 大日本産業報国会設立。
- 1941年 - 第二次世界大戦・真珠湾攻撃: 南雲機動艦隊が単冠湾に集結する。
- 1941年 - 宮城県塩竈市が市制施行。
- 1943年 - 第二次世界大戦: タラワの戦いが終結、日本軍守備隊が玉砕する。
- 1943年 - 第二次世界大戦: 連日続くベルリン空襲の中、この日の爆撃で日本大使館、満州国公使館、日本陸軍武官官邸、朝日新聞支局などが破壊または炎上する被害[3]。
- 1946年 - 青森県五所川原町で大火。家屋711戸が全焼、負傷者6人[4]。
- 1954年 - 茨城県高萩市が市制施行。
- 1955年 - ココス諸島の施政権がイギリス領シンガポールからオーストラリアに移管される。
- 1963年 - 通信衛星による日米間のテレビ中継に成功。最初の衛星ニュースは同日（米時間22日）のケネディ大統領暗殺事件。
- 1963年 - イギリスでSFテレビドラマ『ドクター・フー』の放送がはじまる。
- 1973年 - 静岡県の富士スピードウェイでの富士GC最終戦で衝突事故。4台が炎上し、レーサー中野雅晴が死亡。
- 1973年 - 宮崎県宮崎市に大型商業施設「宮交シティ」がオープンする。
- 1976年 - ダイバーのジャック・マイヨールが人類史上初めて素潜りで100メートルを超える記録を達成。
- 1978年 - 協定世界時午前0時をもって、南北アメリカを除く全世界でAMラジオの周波数が10kHzおきから9kHzおきに一斉に変更される[注釈 1]。
- 1979年 - 埼玉県新座市にニチイの旗艦店「ニチイ新座ショッピングデパート」が開業。
- 1980年 - イタリアでマグニチュード6.8のイルピニア地震発生。
- 1985年 - エジプト航空648便ハイジャック事件。
- 1992年 - 鈴木嘉和が、滋賀県の琵琶湖畔から、風船を26個をつけたゴンドラ「ファンタジー号」でアメリカを目指して出発。飛行3日目の11月25日、SOS信号を受けた第三管区海上保安本部が宮城県金華山沖で確認したのを最後に消息を絶つ[5]。
- 1994年 - 貴乃花が第65代横綱に昇進[6]。
- 1995年 - マイクロソフトがWindows 95の日本語版を発売[7]。
- 1996年 - バンダイがたまごっちを発売[8]。
- 1996年 - エチオピア航空961便ハイジャック墜落事件。
- 2001年 - ハンガリー・ブダペストでサイバー犯罪条約に調印。
- 2002年 - ジュビロ磐田がJリーグ初の両ステージ完全制覇。
- 2008年 - 第16期倉敷藤花戦で里見香奈女流二段が清水市代倉敷藤花を下し、16歳8カ月の史上3番目の年少記録で初タイトルを奪取[9]。
- 2009年 - フィリピン・ミンダナオ島・マギンダナオ州にて虐殺事件が発生。
- 2010年 - 北朝鮮が韓国・延坪島を砲撃、韓国側も対抗射撃。（延坪島砲撃事件）
- 2013年 - 富山県真砂岳 (立山連峰)にて雪崩が発生。登山者7人が死亡[10]。
- 2017年 - 秋田県由利本荘市の海岸に北朝鮮籍の小型木造漁船が接岸（漂着）。生存者8人が上陸して救助される。
- 2018年 - フランス・パリで行われた博覧会国際事務局総会で、2025年の国際博覧会（万博）の開催地が、日本の大阪に決定する[11]。
- 2020年 - 中日ドラゴンズ大野雄大選手が令和初の沢村栄治賞を受賞[12]。
- 2022年 - 2022 FIFAワールドカップにおいて、初戦となるドイツ対日本戦で、森保一監督率いる森保ジャパンが2-1の逆転勝利を果たす[13]。

## 誕生日
- 912年 - オットー大帝、神聖ローマ皇帝（+ 973年）
- 1607年（慶長12年10月4日） - 徳川和子、後水尾天皇の中宮（+ 1678年）
- 1616年 - ジョン・ウォリス、数学者（+ 1703年）
- 1760年 - フランソワ・バブーフ、革命家（+ 1797年）
- 1804年 - フランクリン・ピアース、政治家、第14代アメリカ合衆国大統領（+ 1869年）
- 1837年 - ヨハネス・ファン・デル・ワールス、物理学者（+ 1923年）
- 1859年 - ビリー・ザ・キッド、カウボーイ、無法者（+ 1881年）
- 1864年 - ピーター・チャルマーズ・ミッチェル、動物学者（+ 1945年）
- 1871年 - 三井高信、実業家、一本松町家初代当主、元鐘渕紡績会社（カネボウ）・三井呉服店・王子製紙社長（+ 1922年）
- 1876年 - マヌエル・デ・ファリャ、作曲家（+ 1946年）
- 1879年 - 久保三郎、官僚、政治家、元千葉市長（+ 1934年）
- 1885年 - 田中正太郎、教育者、政治家、実業家、初代苫小牧市長（+ 1965年）
- 1887年 - ヘンリー・モーズリー、物理学者（+ 1915年）
- 1888年 - ハーポ・マルクス、喜劇俳優、マルクス兄弟の次男（+ 1964年）
- 1890年 - エル・リシツキー、デザイナー、写真家、建築家（+ 1941年）
- 1891年 - 久米正雄、小説家（+ 1952年）
- 1893年 - 阿部千一、政治家（+ 1972年）
- 1896年 - 常ノ花寛市、大相撲第31代横綱（+ 1960年）
- 1897年 - 藤本二三吉、うぐいす芸者歌手（+ 1976年）
- 1897年 - カール・ゲープハルト、医師、医学者、ナチス親衛隊中将（+ 1948年）
- 1902年 - 高倉新一郎、農業経済学者、歴史学者、北海道大学名誉教授（+ 1990年）
- 1907年 - 高橋鉄、小説家、性風俗研究家（+ 1971年）
- 1908年 - ネルスン・ボンド、作家（+ 2006年）
- 1912年 - 三宅艶子、作家、文芸評論家（+ 1994年）
- 1915年 - 江崎真澄、政治家（+ 1996年）
- 1923年 - 小林桂樹、俳優（+ 2010年）
- 1923年 - 白井義男、プロボクサー、元世界フライ級チャンピオン（+ 2003年）
- 1924年 - 川畑博、元プロ野球選手（+ 没年不詳）
- 1926年 - サイババ、宗教指導者（+ 2011年）
- 1928年 - 松永光、政治家（+ 2022年）
- 1928年 - 高橋辰夫、政治家（+ 2001年）
- 1929年 - 北沢杏子、脚本家
- 1931年 - トシオ・ナカヤマ、政治家（+ 2007年）
- 1932年 - 田中邦衛、俳優（+ 2021年）
- 1932年 - 田沢智治、政治家（+ 2006年）
- 1933年 - クシシュトフ・ペンデレツキ、作曲家、指揮者（+ 2020年）
- 1935年 - 青山京子、元女優（+ 2020年）
- 1937年 - 井石広一、プロ野球選手
- 1940年 - 大坪元雄、競馬解説者
- 1940年 - ルイス・ティアント、元プロ野球選手（+ 2024年）
- 1940年 - 加地隆雄、実業家、元横浜ベイスターズ球団社長（+ 2015年）
- 1940年 - たこ八郎、元プロボクサー、タレント（+ 1985年）
- 1941年 - 島村英紀、地震学者、評論家、エッセイスト
- 1941年 - 栗本慎一郎、評論家
- 1941年 - フランコ・ネロ、俳優
- 1942年 - 十朱幸代、女優
- 1942年 - 堺すすむ、漫談家
- 1943年 - 小室等、フォークシンガー
- 1943年 - 若林勝三、官僚
- 1943年 - 土屋昭博、数学者、名古屋大学名誉教授
- 1943年 - 矢部達三、元ラグビー選手
- 1944年 - ピーター・リンドバーグ、写真家（+ 2019年）
- 1945年 - 綿引勝彦、俳優（+ 2020年）
- 1945年 - 岡本行夫、外交評論家（+ 2020年）
- 1945年 - エリザーベト・レオンスカヤ、ピアニスト
- 1945年 - 真鍋幹三、元プロ野球選手
- 1946年 - 渋谷昌三、社会心理学者、エッセイスト、目白大学名誉教授
- 1946年 - 三森泰明、元バレーボール選手（+ 2019年）
- 1948年 - ガブリエル・ザイフェルト、フィギュアスケート選手
- 1948年 - 渡辺博敏、元プロ野球選手
- 1948年 - 吉田勝己、競走馬生産者、馬主、ノーザンファーム代表
- 1950年 - 三谷侑未、女優、宝塚歌劇団54期生（片瀬千帆）
- 1950年 - 岡村雄三、俳優
- 1950年 - 片岡修二、映画監督、脚本家
- 1951年 - ウェイン・ケージ、元プロ野球選手
- 1952年 - 鳥谷部茂、法学者
- 1953年 - ヨハン・デ・メイ、作曲家
- 1953年 - 伊志嶺吉盛、高校野球指導者
- 1954年 - 植松三十里、小説家
- 1954年 - ブルース・ホーンズビー、ピアニスト、アコーディオン奏者、シンガーソングライター
- 1956年 - 山口弘和、お笑いタレント（コント山口君と竹田君）
- 1956年 - 岡本久、数学者、京都大学名誉教授
- 1957年 - 石井準一、政治家
- 1957年 - 片岡大蔵、元プロ野球選手
- 1959年 - ブルック・ジャコビー、元プロ野球選手
- 1961年 - 士郎正宗、漫画家
- 1961年 - トマス・ツェートマイアー、ヴァイオリニスト、指揮者
- 1963年 - 鷹森淑乃、声優
- 1963年 - 西森博之、漫画家
- 1964年 - 太田美知彦、ミュージシャン、作曲家、編曲家、キーボーディスト
- 1965年 - 林田健司、ミュージシャン
- 1965年 - 坪倉善彦、元アナウンサー
- 1965年 - ドン・フライ、総合格闘家
- 1966年 - 大道寺俊典、スタントマン、スーツアクター、殺陣師
- 1967年 - 小島洋一郎、工学者
- 1967年 - ウィル・フリント、元プロ野球選手
- 1968年 - 丹羽政彦、元ラグビー選手、指導者
- 1969年 - 吉田健一、アニメーター
- 1969年 - オリビエ・ベレッタ、レーシングドライバー
- 1969年 - バイロン・モレノ、元サッカー審判員
- 1970年 - 松山洋、ゲームクリエイター
- 1971年 - 黒田哲広、プロレスラー
- 1972年 - 久津知子、元将棋棋士
- 1972年 - 森下あみい、元AV女優（+ 2011年）
- 1973年 - 大野純二、漫画家
- 1973年 - 細見大輔、俳優
- 1974年 - 國重徹、政治家
- 1974年 - 林亮介、元野球選手
- 1975年 - 畑野ひろ子、女優
- 1975年 - 萬雅之、俳優
- 1975年 - 佐久間宣行、テレビプロデューサー
- 1976年 - 三瓶、お笑いタレント
- 1976年 - 岩崎ひろみ、タレント、女優
- 1976年 - 横田陽、実業家、レバンガ北海道代表取締役CEO
- 1976年 - 茶野隆行、元サッカー選手
- 1976年 - 濱錦竜郎、元大相撲力士、年寄21代春日山
- 1977年 - 中村千香、プロボクサー
- 1977年 - 井浦愛、声優
- 1977年 - クリストファー・アモット、ギタリスト（アーチ・エネミー）
- 1978年 - 田澤孝介、ミュージシャン
- 1979年 - 岩永洋昭、俳優
- 1979年 - 大塚良子、タレント
- 1980年 - ジョナサン・パペルボン、元プロ野球選手
- 1980年 - コディ・ロス、元プロ野球選手
- 1981年 - エウクリデス・ベタンコート、元プロ野球選手
- 1982年 - 片桐千晶、アナウンサー
- 1982年 - 松坂恭平、元野球選手
- 1982年 - 赤羽奈々瀬、元お笑いタレント（元めっちぇん）
- 1983年 - 井野卓、スコアラー、元プロ野球選手
- 1983年 - 木村悠、元プロボクサー、元WBC世界ライトフライ級王者
- 1984年 - キャスパー・ウェルズ、プロ野球選手
- 1984年 - ロバート・コエロ、元プロ野球選手
- 1984年 - 布施川一寛、声優
- 1985年 - 松本恵奈、ファッションブランドプロデューサー、ファッションモデル
- 1986年 - 田中みな実、アナウンサー、タレント、女優
- 1987年 - 伊達晃二、俳優、タレント
- 1987年 - 池松日佳瑠、ミュージカル俳優
- 1987年 - 塚田拓也、ミュージカル俳優、元京劇俳優
- 1987年 - 涼宮あつき、ダンサー（REAL AKIBA BOYZ)
- 1988年 - 栗田萌、タレント、女優、元アイドル（S★スパイシー）
- 1988年 - 宮澤エマ 、タレント
- 1988年 - 板垣あずさ、タレント、元AV女優、元グラビアアイドル
- 1988年 - 竹下百合子、カヌー選手
- 1989年 - 嘉弥真新也、プロ野球選手
- 1989年 - 奥田朱理、元プロレスラー
- 1990年 - 小島由梨、タレント
- 1990年 - 中野瞳、陸上競技選手
- 1990年 - アリョーナ・レオノワ、フィギュアスケート選手
- 1990年 - エンリケ・ブルゴス、プロ野球選手
- 1991年 - 永島優美、フジテレビアナウンサー
- 1991年 - 山川穂高、プロ野球選手
- 1992年 - マイリー・サイラス、歌手、アイドル
- 1993年 - 長沢裕、タレント
- 1993年 - 副島和樹、俳優
- 1993年 - 堤礼実、フジテレビアナウンサー
- 1993年 - 中島美央、元ダンサー、元歌手（元Flower、元E-girls）
- 1995年 - 定本楓馬、俳優
- 1996年 - 松丘雪那、モデル、女優
- 1996年 - 上原潤、歌手（ORβIT）
- 1996年 - 三浦桃、サッカー選手
- 1996年 - アンナ・ヤノフスカヤ、アイスダンス選手
- 1997年 - 吉田理恩、俳優
- 1997年 - 竹内朱莉、歌手（元アンジュルム）
- 1997年 - 佐々木一真[14]、アナウンサー
- 1997年 - 川村楓、陸上競技選手
- 1997年 - 沢木ルカ、元女優
- 1997年 - 澤田千優、総合格闘家
- 1998年 - 塩田日海、競輪選手
- 1998年 - 志田愛佳、元アイドル（元欅坂46）
- 1999年 - 浦上晟周、俳優
- 1999年 - はじめまして松尾です、YouTuber
- 1999年 - ガビ・スクラー、シンガーソングライター
- 2000年 - 菅原りこ、タレント、元アイドル（元NGT48）
- 2001年 - 早乙女るな、モデル、リポーター、元アイドル（ORANGE PORT）
- 2001年 - 原優寧、アイドル（SKE48）
- 2002年 - 津田啓史、プロ野球選手
- 2004年 - 都野七海、バスケットボール選手
- 2012年 - Zombie Zoo Keeper、NFTアーティスト
- 生年不詳 - 桃江トウコ、声優、女優、モデル

## 忌日
- 1366年（正平21年/貞治5年10月20日）- 峨山韶碩、曹洞宗の僧（* 1275年）
- 1457年 - ラディスラウス・ポストゥムス、オーストリア公・ボヘミア・ハンガリー王（* 1440年）
- 1503年 - マーガレット、ブルゴーニュ公シャルルの妃（* 1446年）
- 1555年（弘治元年閏10月10日）- 太原雪斎、今川氏家臣、僧（* 1496年）
- 1572年 - アーニョロ・ブロンズィーノ、画家（* 1505年）
- 1585年 - トマス・タリス、作曲家（* 1505年頃）
- 1668年（寛文8年10月19日）- 松平定行、初代伊予松山藩主（* 1584年）
- 1682年 - クロード・ロラン、画家（* 1600年）
- 1789年（寛政元年10月7日）- 毛利重就、第8代長州藩主（* 1725年）
- 1814年 - エルブリッジ・ゲリー、政治家、第5代アメリカ合衆国副大統領（* 1744年）
- 1826年 - ヨハン・ボーデ、天文学者（* 1747年）
- 1841年（天保12年10月11日）- 渡辺崋山、田原藩家老、南画家（* 1793年）
- 1844年 - トーマス・ヘンダーソン、天文学者（* 1798年）
- 1880年 - エルンスト・ハンプ、 薬剤師、植物学者 （* 1795年)
- 1890年 - ウィレム3世、オランダ国王（* 1817年）
- 1896年 - 樋口一葉、小説家・作家、歌人（* 1872年）
- 1910年 - オクターヴ・シャヌート、鉄道・航空技術者（* 1832年）
- 1916年 - エドゥアルド・ナープラヴニーク、指揮者、作曲家（* 1839年）
- 1938年 - エーリック・ヴァーレンショルド、画家（* 1855年）
- 1946年 - アーサー・ダヴ、画家（* 1880年）
- 1946年 - レオン・スピリアールト、画家（* 1881年）
- 1948年 - ハック・ウィルソン、プロ野球選手（* 1900年）
- 1957年 - 堀日亨、日蓮正宗僧侶、大石寺第59代法主（* 1867年）
- 1959年 - 両國梶之助 (1907年生)、大相撲力士、元関脇（* 1907年）
- 1967年 - オットー・エーリヒ・ドイチュ、音楽学者（* 1883年）
- 1970年 - ユソフ・ビン・イサーク、政治家、初代シンガポール大統領（* 1910年）
- 1970年 - アルフ・プリョイセン、児童文学作家（* 1914年）
- 1973年 - 早川雪洲、俳優（* 1889年）
- 1973年 - 愛知揆一、政治家、内閣官房長官、外務大臣、法務大臣、文部大臣（* 1907年）
- 1973年 - 中野雅晴、カーレーサー（* 1949年）
- 1974年 - コーネリアス・ライアン、ジャーナリスト（* 1920年）
- 1976年 - アンドレ・マルロー、作家（* 1901年）
- 1986年 - 増村保造、映画監督（* 1924年）
- 1986年 - 仁木悦子、小説家（* 1928年）
- 1988年 - 古畑正秋、天文学者（* 1912年）
- 1988年 - 政岡憲三、アニメーション監督（* 1898年）
- 1989年 - 志賀真理子、アイドル、歌手、声優（* 1969年）
- 1990年 - ロアルド・ダール、作家、脚本家（* 1916年）
- 1991年 - 上原謙、俳優（* 1909年）
- 1991年 - クラウス・キンスキー、俳優（* 1926年）
- 1994年 - 蒔田浩、政治家、元岐阜市長（* 1920年）
- 1995年 - ルイ・マル、映画監督（* 1932年）
- 1996年 - 石岡実、官僚、2代目内閣官房内閣調査室長、元内閣官房副長官（* 1910年）
- 1996年 - アート・ポーター・ジュニア、ジャズ・フュージョン、サクソフォーン奏者（* 1961年）
- 1997年 - 直井潔、小説家（* 1915年）
- 2001年 - 井上清、日本史学者、京都大学名誉教授（* 1913年）
- 2002年 - ロベルト・マッタ、画家（* 1911年）
- 2002年 - 杉尾富美雄、プロ野球選手（* 1934年）
- 2003年 - 竹林明秀、シナリオライター（* 1970年）
- 2004年 - 石床幹雄、プロ野球選手（* 1947年）
- 2005年 - かたおかしろう、劇作家（* 1928年）
- 2005年 - 徳川義宣、第21代尾張徳川家当主、徳川美術館館長、美術史家（* 1933年）
- 2006年 - アニタ・オデイ、ジャズ歌手（* 1919年）
- 2006年 - ウィリー・ペップ、プロボクサー、元世界フェザー級王者（* 1922年）
- 2006年 - 灰谷健次郎、児童文学作家（* 1934年）
- 2006年 - フィリップ・ノワレ、俳優（* 1930年）
- 2007年 - 大谷一二、サッカー選手、東洋紡績名誉顧問（* 1912年）
- 2007年 - 児島英一、実業家、元近畿日本ツーリスト株式会社社長（* 1922年）
- 2007年 - ウラジーミル・クリュチコフ、ソ連国家保安委員会議長（* 1924年）
- 2007年 - ジョー・ケネディ、プロ野球選手（* 1979年）
- 2008年 - 野口悦男、温泉評論家（* 1947年）
- 2008年 - リチャード・ヒコックス、指揮者（* 1948年）
- 2009年 - 菅野弘夫、官僚、元国立公文書館館長、元東宮大夫（* 1923年）
- 2009年 - 亀山房代、漫才師、タレント（* 1967年）
- 2010年 - カナンギナク・ポートーゴーク、彫刻家、版画家（* 1935年)
- 2010年 - 笶田みこ、歌手（* 生年不詳）
- 2011年 - 中冨正義、実業家、元久光製薬社長（* 1905年）
- 2011年 - 秋野亥左牟、画家、絵本画家（* 1935年）
- 2012年 - ラリー・ハグマン、俳優、監督、プロデューサー（* 1931年）
- 2012年 - ネルソン・プルデンシオ、元三段跳選手（* 1944年）
- 2013年 - 森脇和郎、遺伝学者、哺乳類学者、国立遺伝学研究所名誉教授（* 1930年）
- 2013年 - 井上晃一、ディレクター（* 1967年）
- 2014年 - 中島啓江、オペラ歌手（* 1957年）
- 2015年 - 真板益夫、教育者（* 1920年）
- 2015年 - 鈴木雅洲、産婦人科医、東北大学名誉教授（* 1921年）
- 2015年 - 横尾龍彦[15]、洋画家（* 1928年）
- 2015年 - 今井洋介、アーティスト（* 1984年）
- 2016年 - 臼井正明、俳優（* 1928年）
- 2016年 - 大木道則、化学者、東京大学名誉教授（* 1928年）
- 2016年 - リタ・バルベラ、政治家、元バレンシア市長（* 1948年）
- 2017年 - 木村茂、政治家、元東京都千代田区長（* 1925年）
- 2017年 - 村上伸、キリスト教学者、東京女子大学名誉教授（* 1930年）
- 2017年 - 松平修文、画家、美術評論家、歌人（* 1945年）
- 2017年 - 張陽、軍人（* 1950年）
- 2017年 - ミゲル・ゴンザレス、プロ野球選手（* 1983年）
- 2018年 - ニコラス・ローグ、映画監督、撮影監督（* 1928年）
- 2018年 - 久米一正、元サッカー選手、サッカークラブゼネラルマネージャー、元日本プロサッカーリーグ参与（* 1955年）
- 2019年 - 古川昌彦、実業家、元三菱化成（現三菱ケミカル）社長（* 1927年）
- 2019年 - 桶田敬太郎、お笑いタレント、構成作家（元フォークダンスDE成子坂）（* 1971年）
- 2020年 - デイヴィッド・ディンキンズ、政治家、第106代ニューヨーク市長（* 1927年）
- 2020年 - 小林泰三、小説家、SF作家、ホラー作家、推理作家（* 1962年）
- 2020年 - アネレ・エンゴンカ、サッカー選手（* 1987年）
- 2021年 - 穂高稔、俳優（* 1927年）
- 2021年 - 全斗煥、政治家、大韓民国第11・12代大統領（* 1931年）
- 2021年 - ヒューエル・デ・オリベイラ・ファウスティーノ、サッカー選手（* 1998年）
- 2022年 - 三井嬉子[16]、山形交響楽協会会長、スペシャルオリンピックス日本会長（* 1938年または1939年）
- 2022年 - 36代木村庄之助、大相撲立行司（* 1948年）
- 2022年 - デヴィッド・ジョンソン、サッカー選手、指導者（* 1951年）
- 2023年 - 原道生、日本近世演劇研究者（* 1936年）
- 2023年 - スティーブ・ユルチク、技術者、元NASA長官代理（* 1962年）
- 2023年 - ローナ・ハートナー、女優、歌手（* 1973年）

## 記念日・年中行事

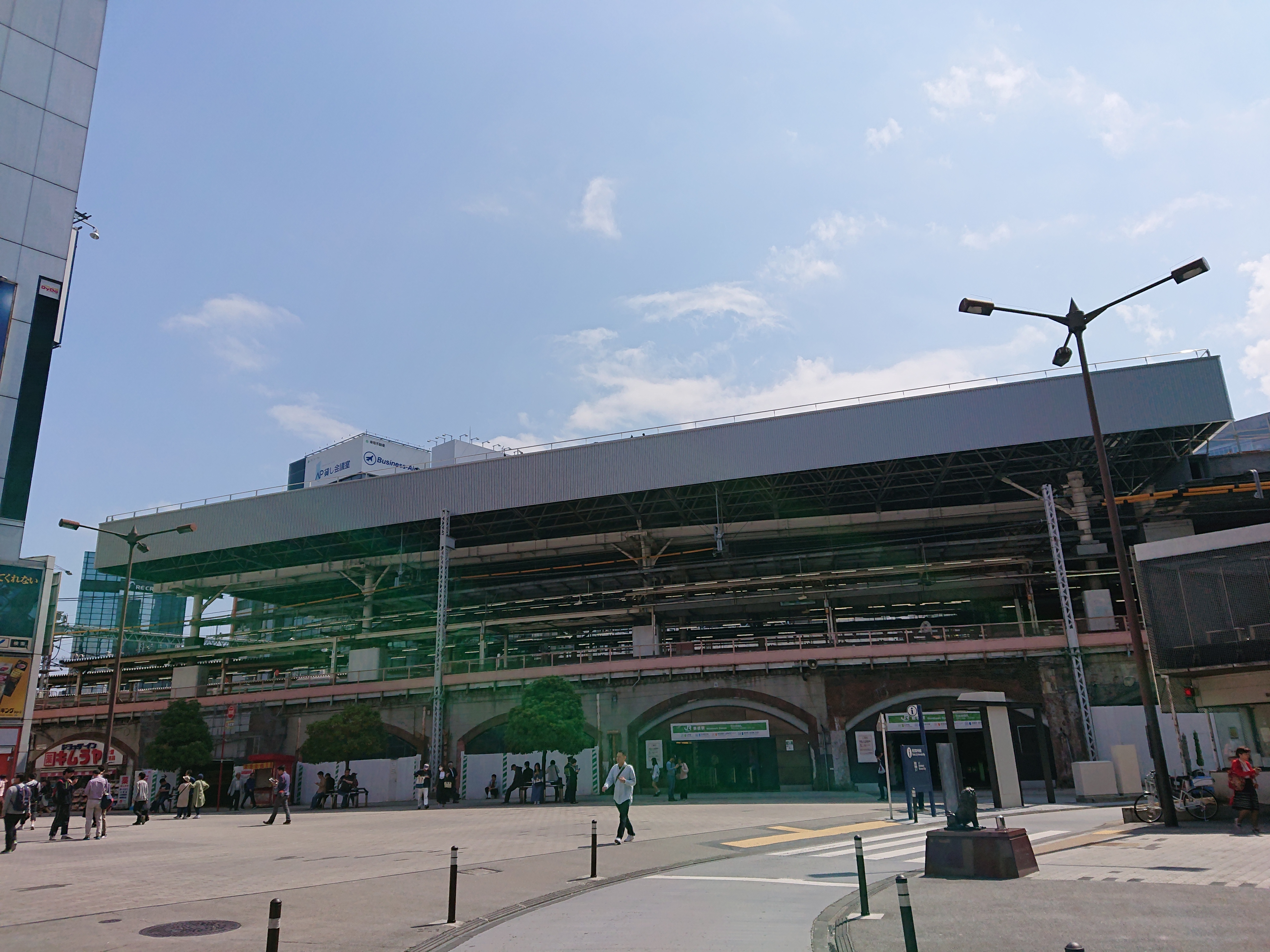
勤労感謝の日。1948年に国民の祝日として制定される。画像は、サラリーマンの街、新橋の新橋駅日比谷口。

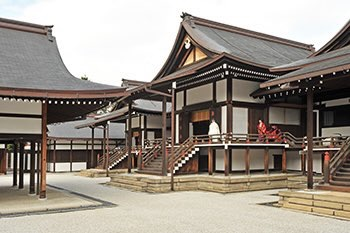
宮中では、宮中三殿(画像)近くの神嘉殿で新嘗祭が行われる。

- 小雪（ 日本 2011年）
二十四節気の1つ。太陽の黄経が240度の時で、わずかながら雪が降り始めるころ。
- 勤労感謝の日（ 日本）
国民の祝日の一つで勤労を尊び、生産を祝い、国民が互いに感謝し合う日。新嘗祭がルーツとなっている[17]。
- 新嘗祭（ 日本）
「新」は新穀を「嘗」はお召し上がりいただくことを意味する。収穫された新穀を神に奉納し、その恵みに感謝し、国家安泰、国民の繁栄を祈る。毎年11月23日に宮中を始め、日本全国の神社で行われている。特に宮中では、天皇が自ら育てた新穀を奉納するとともに、天皇もその新穀を食す[18]。
- 茶碗の日（ 日本）
新穀の新嘗祭が祝されるなか、「新米を前にあらためてお米とお茶碗を愉しみいただきたい」として、日本陶彩株式会社が制定[19]。
- 外食の日（ 日本）
日本フードサービス協会が創立10周年を記念して1984年に制定。いつも家事で忙しい母のために、勤労感謝の日と同じ日に設定した形になっている。
- ゲームの日（ 日本）
日本アミューズメントマシン工業協会、全日本アミューズメント施設営業者協会連合会、日本SC遊園協会が1995年に制定。仕事や勉強の尊さをはっきり自覚しながら、ゆとりある遊びとしてのゲームを楽しみ、ゲームと生活との調和が感じられる日として、勤労感謝の日と同じ日に制定。ゲームセンターでは様々なイベントが行われる。
- ハートケアの日（ 日本）
「勤労感謝の日」にちなんで、仕事（勤労）の資本となる体の核となる心臓（ハート）に関心を持ってもらうための日。ハートケア情報委員会が制定。
- 珍味の日（ 日本）
全国珍味商工業協同組合連合会が制定。新嘗祭で山海の珍味が供えられることと、「11(いい)つまみ(23)」の語呂合せ。
- 小ねぎ記念日（ 日本）
福岡・大分・佐賀・高知・宮城各県のJA全農県本部で作る「小ねぎ主産県協議会」が制定。勤労感謝の日が「ねぎらいの日」に通じることから「ねぎらい」を「葱来」と読む語呂合せ。
- 牡蠣の日（ 日本）
牡蠣の需要のピーク（12月）直前となる勤労感謝の日に栄養ある牡蠣を食して日頃の仕事の疲れを癒そう、という趣旨で全国漁業協同組合連合会が制定した[20]。
- 国際千葉駅伝（ 日本）
1992年からこの日（日曜日に当たる場合は24日）に開催。2014年大会を以って終了。
- 生命保険に感謝する日（ 日本）
ライフネット生命が制定[21]。
- 日本の日（ 中華民国（台湾）・台南市）
台南市に拠点を置く日本企業へ感謝を示し、交流の強化を図る日として、台南市政府が制定[22]。
- リトアニア国軍の日（ リトアニア、Lietuvos kariuomenės diena）
1918年11月23日にリトアニア国軍が創設されたことにちなむ。
- ルドルフ・マイスター（英語版）の日（ スロベニア）
- 聖ゲオルギオスの日（ ジョージア）
聖ゲオルギオスのグルジアにおける聖名祝日。グルジアの国名はゲオルギオスにちなむもので、同国のナショナルデーとなっている。